# دبليو. ر. ديفيز
دبليو. ر. ديفيز (بالإنجليزية: W. R. Davies)‏ هو مربي أمريكي، ولد في 19 أغسطس 1893 في تينينو في الولايات المتحدة، وتوفي في 10 ديسمبر 1959 في يو كلير في الولايات المتحدة.